# Escola el Palau (Molins de Rei)
L'Escola el Palau és un edifici del municipi de Molins de Rei (Baix Llobregat).

## Descripció

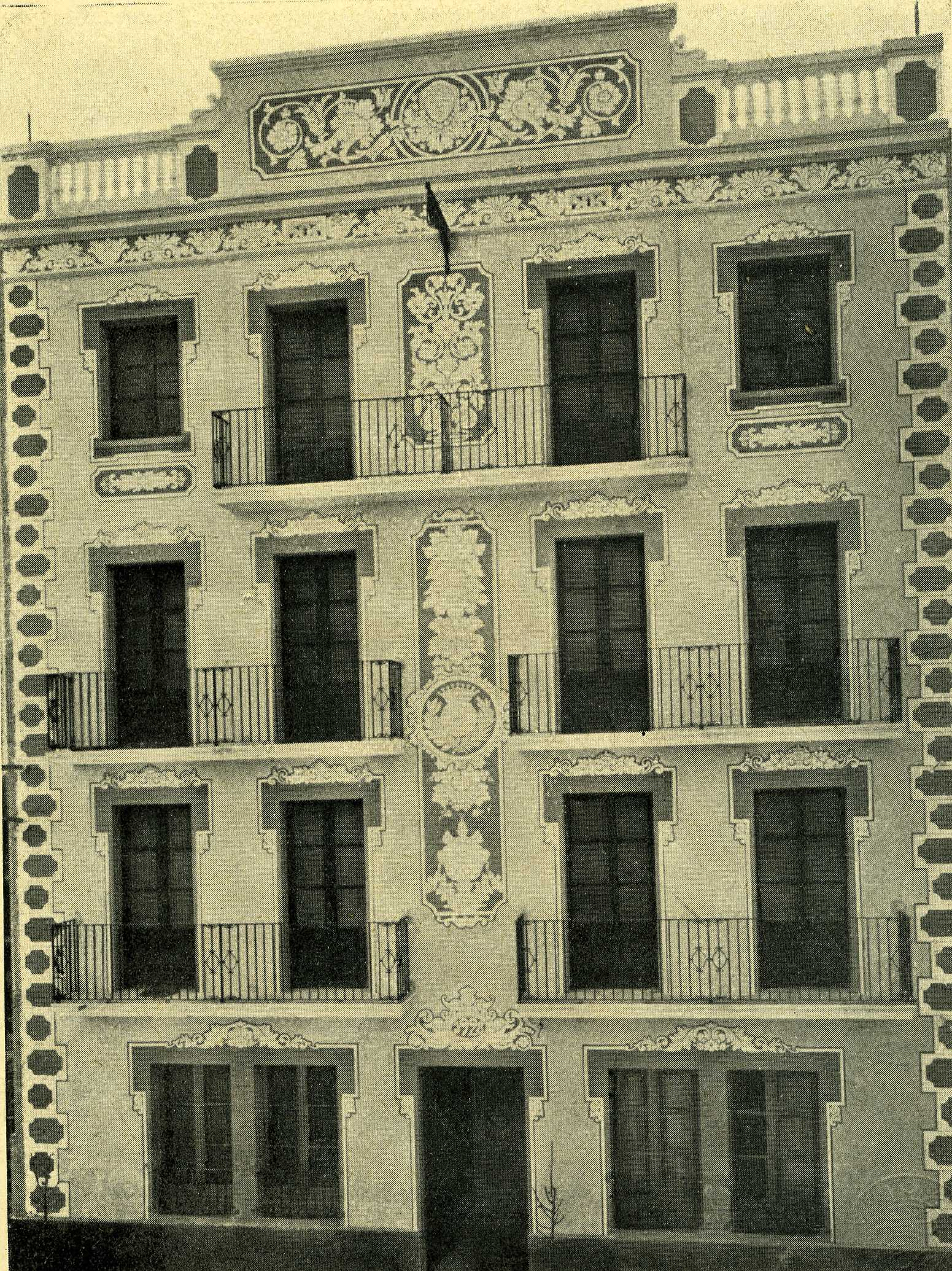
Casa dels Mestres - Escola el Palau

Edifici de caràcter públic que forma part de la urbanització que des dels anys vint del segle passat s'efectuà en aquesta zona i que eixamplava els límits de la vila en direcció al riu. Es tracta d'un edifici funcional que reinterpreta l'ordre, la simetria i alguns elements ornamentals de l'estil clàssic amb una gran sobrietat, només trencada pels jocs de volums de la construcció i la inclusió d'alguns detalls decoratius d'un cert eclecticisme. Fou inaugurat el 24 d'octubre de 1926 pel monarca Alfons XIII, de qui va prendre el nom fins a l'any 2014, moment en què es canvià i passà a dir-se Escola el Palau, en referència a la proximitat, alhora que homenatge, al palau de Requesens.
L'edifici es va ampliar per primera vegada l'octubre de 1932. Per tal de poder adaptar-se al nou concepte d'escola, l'any 1992 es va remodelar i reforçar tot l'edifici i es deixà en l'aspecte actual, que compagina un edifici de línies tradicionals amb uns materials i una distribució més moderna.